# Georg Quenzel
Georg Quenzel (* 21. August 1896 in Paunsdorf; † 15. Juli 1966 in Markkleeberg) war ein deutscher Grafiker, Zeichner und Hochschullehrer.

## Leben und Werk
Nach dem Besuch der Volksschule in Paunsdorf absolvierte Quenzel eine Lehre als Dekorationsmaler. Daneben besuchte er die Abendschule der Akademie für graphische Künste und Buchgewerbe Leipzig und die Sonntagsgewerbeschule der Polytechnischen Gesellschaft des Gewerbevereins für Leipzig. 1915 begann er ein Studium an der Leipziger Akademie, das durch den Kriegsdienst unterbrochen wurde. Er setzte es danach von 1918 bis 1921 bei Bruno Eyermann und Adolf Lehnert fort und nahm außerdem am Zeichenlehrerseminar an den methodisch-pädagogischen Übungen teil. Nach dem Studienabschluss war er ab 1921 Studienlehrer, dann Fachlehrer für Zeichnen und Malen in der Abteilung Mode, Textil, Werbewesen und Innenarchitektur der Kunstgewerbeschule Leipzig, wo er u. a. Max Schwimmer als Kollegen hatte. 1928 heiratete Quenzel Gertrud Richter, mit der er 1935 nach Markkleeberg zog. Dort verzeichnete ihn das Adressbuch u. a. 1943 als Oberlehrer in der Immelmannstraße 3. 
In der Zeit des Nationalsozialismus war Quenzel Mitglied der Reichskammer der bildenden Künste und bis 1943 auf mindestens neun Ausstellungen vertreten.
Nachdem er als Soldat der Wehrmacht am Zweiten Weltkrieg teilgenommen hatte, war er von 1945 bis 1947 in Markkleeberg als Maler und Grafiker freiberuflich tätig und wurde er Mitglied im Verband Bildender Künstler der DDR. Von 1947 bis 1961 war Quenzel Dozent an der Leipziger Fachschule für angewandte Kunst. Zu seinen Schülerinnen gehörte u. a. Regina Fleck. Als Künstler war Quenzel vor allem Zeichner, Aquarellist und Druckgrafiker. Er hielt die Landschaft um Leipzig, insbesondere die Auenlandschaft, fest. Landschaftsbilder, die er u. a. in Frankreich und in den Alpen machte, fanden schon in den 1920er Jahren Beachtung.

## Rezeption
„In Quenzels Charakterstudien, Porträtzeichnungen, Studien arbeitender Menschen, Tier- und Landschaftszeichnungen gelten die alten zeitlosen Sujets, die mit großer Treffsicherheit des Strichs das Bestehende verehren. Die Bilder sind Beweise einer unspektakulären Wirklichkeitsbetrachtung.“

## Werke (Auswahl)
- Am Zugbahnhof in Leipzig (1919, Kohlezeichnung)[4]
- Paris. Seine-Brücke (1927, Radierung)[5]
- Gustav Morgenstern (1925, Zeichnung)[6]
- Bei Wachau (1949, Pinsel-Zeichnung, 1949)[7][8]
- Baumgruppe (1961, Kreidezeichnung, 1961)[9][8]
- Im Fischereihafen Stralsund (1951, Pinsel-Zeichnung, 1951)[10][8]
- Bei Ribnitz (1952, Feder-Zeichnung, 1952)[11][8]

## Ausstellungen (unvollständig)
- 1927 Leipzig, Ausstellung des Reichsbundes Deutscher Kunsthochschüler
- 1935 Liegnitz, Kunsthandlung Kaulfuß
- 1942 Leipzig, Meisterschule am Gutenbergplatz (Sonderschau von Zeichnungen Lithographien und Aquarellen)
- 1946 Leipzig, Buch- und Kunstausstellung Engewald (Einzelausstellung mit Graphik)
- 1947 Leipzig, Museum der bildenden Künste (Gruppenausstellung „Malerei der Gegenwart“)[12]
- 1948 Leipzig, Museum der bildenden Künste (Markkleeberger Künstler – Leipziger Kunstausstellung)
- 1948 Leipzig, Museum der bildenden Künste (Leipziger Kunstausstellung 1948)[13]
- 1956 Leipzig, Museum der bildenden Künste (Aquarelle, Zeichnungen, Druckgrafik; mit Alfred Thiele)
- postum 2015 Essen, marie wolfgang – Werkstatt und Praxis Gegenwärtiger Kunst (Gruppenausstellung "I. absprung")[14]